# 村井良太
村井 良太（むらい りょうた、1972年 - ）は、日本の政治学者。駒澤大学法学部政治学科教授。博士（政治学）。専門は、日本政治外交史。

## 経歴
香川県生まれ。神戸大学法学部在学中より五百籏頭眞ゼミで師事し、神戸大学大学院法学研究科博士課程修了。2002年～2003年日本学術振興会特別研究員（PD）。2003年4月駒澤大学法学部政治学科教授。2010年～2011年ハーバード大学ライシャワー日本研究所客員研究員。

## 受賞歴
- 2005年、サントリー学芸賞（思想・歴史部門）

## 著書
- 『政党内閣制の成立 1918-27年』有斐閣、2005年
- 『政党内閣制の展開と崩壊　1927-36年』有斐閣、2014年
- 『佐藤栄作－戦後日本の政治指導者』中公新書、2019年
- 『市川房枝　後退を阻止して前進』ミネルヴァ書房・ミネルヴァ日本評伝選、2021年

## 論文

### 雑誌論文
- 「転換期における首相選定――加藤高明内閣成立にいたる政治変動 1918-1924」『六甲台論集』45巻1号（1998年）
- 「政党内閣制の慣行、その形成と西園寺公望――元老以後の国家像を求めて 1924-27」『神戸法学雑誌』49巻2号（1999年）
- 「第一次大戦後世界と憲政会の興隆――政権政党への成長と政党内閣制 1918-25年」『神戸法学年報』17号（2001年）
- 「政党内閣制の展開――近代日本における二大政党制の動態と周辺（1）」『駒澤法学』7巻2号（2008年）

### 単行本所収論文
- 「昭和天皇と政党内閣制――明治立憲制の変容と天皇の役割像」日本政治学会編『年報政治学2004』（岩波書店、2005年）
- 「政党内閣制とアジア太平洋戦争――政権交代をめぐる政治改革の行方」杉田米行編『アジア太平洋戦争の意義――日米関係の基盤はいかにして成り立ったか』（三和書籍、2005年）
- 「戦後日本の政治と慰霊」劉傑・三谷博・楊大慶編『国境を越える歴史認識――日中対話の試み」（東京大学出版会、2006年）
- 「元老西園寺公望と日本政党政治――その意思と権力」日本比較政治学会編『リーダーシップの比較政治学』（早稲田大学出版部、2008年）